# Municipio de Gum Pond
El municipio de Gum Pond (en inglés: Gum Pond Township) es un municipio ubicado en el condado de Arkansas en el estado estadounidense de Arkansas. En el año 2010 tenía una población de 9220 habitantes y una densidad poblacional de 95,29 personas por km².

## Geografía
El municipio de Gum Pond se encuentra ubicado en las coordenadas 34°31′48″N 91°32′38″O / 34.53000, -91.54389. Según la Oficina del Censo de los Estados Unidos, el municipio tiene una superficie total de 96.76 km², de la cual 93,96 km² corresponden a tierra firme y (2,89 %) 2,79 km² es agua.

## Demografía
Según el censo de 2010, había 9220 personas residiendo en el municipio de Gum Pond. La densidad de población era de 95,29 hab./km². De los 9220 habitantes, el municipio de Gum Pond estaba compuesto por el 57,86 % blancos, el 37,47 % eran afroamericanos, el 0,23 % eran amerindios, el 0,55 % eran asiáticos, el 2,43 % eran de otras razas y el 1,45 % eran de una mezcla de razas. Del total de la población el 3,52 % eran hispanos o latinos de cualquier raza.